# Sedayu (Pracimantoro)
Sedayu is een bestuurslaag in het regentschap Wonogiri van de provincie Midden-Java, Indonesië. Sedayu telt 4037 inwoners (volkstelling 2010).